# Santa Fe (Urraúl Alto)
Santa Fe es un lugar español del municipio de Urraúl Alto, perteneciente a la Comunidad Foral de Navarra.

## Demografía
En 2023, la entidad singular de población tenía empadronados 2 habitantes.